# Hồi Xuân
Hồi Xuân là một xã thuộc tỉnh Thanh Hóa, Việt Nam.
Được thành lập ngày 16 tháng 6 năm 2025 trên cơ sở thị trấn Hồi Xuân và xã Phú Nghiêm của huyện Quan Hóa, xã Hồi Xuân chính thức hoạt động từ ngày 1 tháng 7 năm 2025.

## Địa lý
Xã Hồi Xuân nằm ở vùng cao phía tây bắc tỉnh Thanh Hóa, có vị trí địa lý:
- Phía đông nam giáp các xã Thiết Ống, Bá Thước
- Phía đông bắc giáp xã Pù Luông
- Phía tây bắc giáp xã Phú Xuân
- Phía tây nam giáp các xã Nam Xuân, Trung Hạ.

Xã Hồi Xuân có diện tích tự nhiên 117,25 km², quy mô dân số năm 2024 là 10.432 người, mật độ dân số đạt 89 người/km².

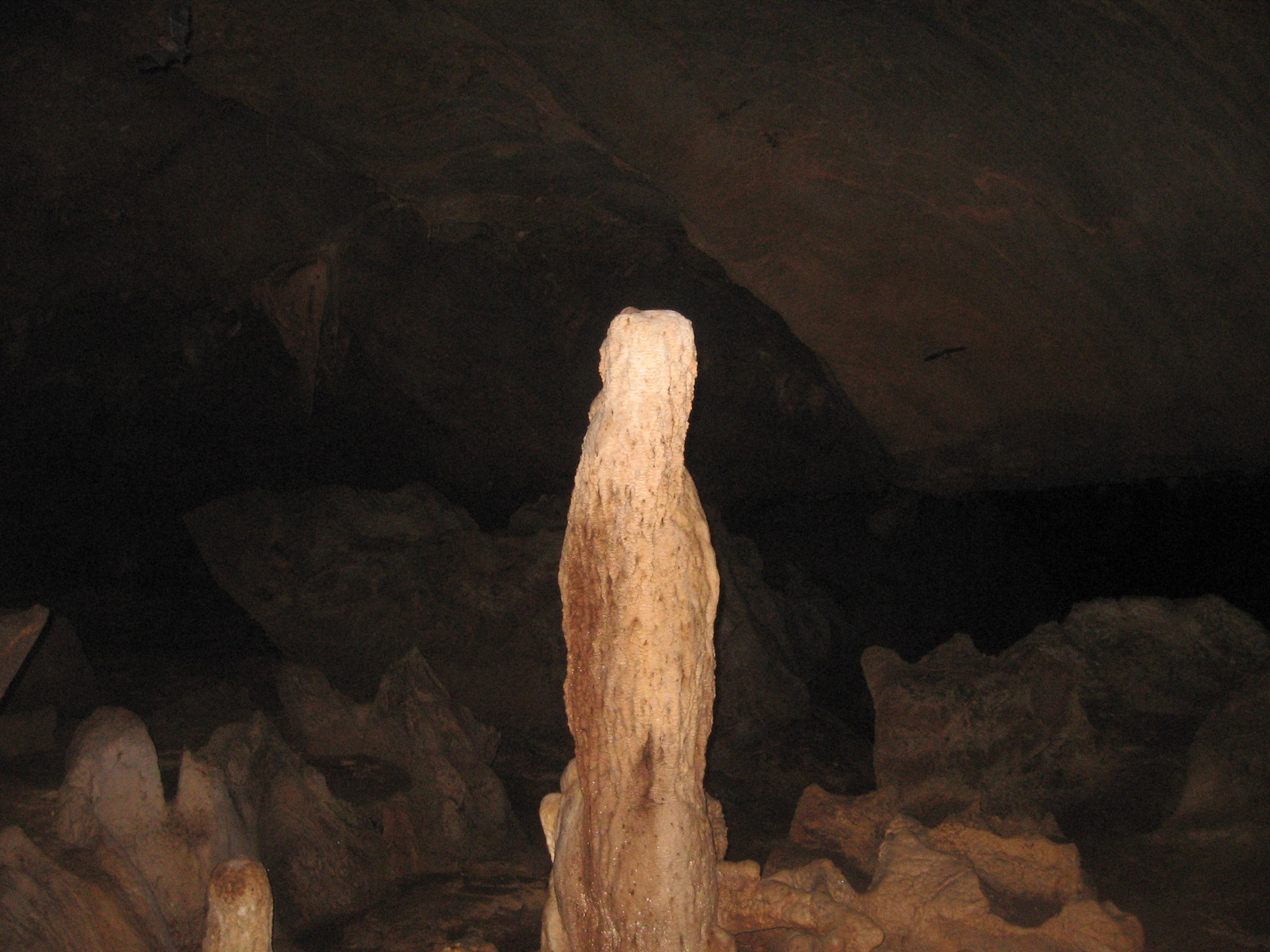
Nhũ đá bên trong hang Co Luồng

Quốc lộ 15 chạy ngang qua địa bàn xã Hồi Xuân; quốc lộ 15C cũng bắt đầu từ đây, đến xã Mường Lát.

## Lịch sử
Địa bàn hiện nay của xã Hồi Xuân sau năm 1954 tương ứng với các xã Hồi Xuân, Phú Nghiêm thuộc huyện Quan Hóa; huyện lỵ huyện Quan Hóa được đặt tại xã Hồi Xuân lúc bấy giờ.
Ngày 5 tháng 1 năm 1987, Hội đồng Bộ trưởng ban hành Quyết định số 4/HĐBT (có hiệu lực từ ngày 20 tháng 1 cùng năm); một phần xã Hồi Xuân được tách ra để thành lập thị trấn Quan Hóa – huyện lỵ của huyện Quan Hóa.
- Thị trấn Quan Hóa có 138,31 ha và 2.700 người
- Xã Hồi Xuân còn 7.406,69 ha và 3.178 người.

Ngày 29 tháng 2 năm 1988, Hội đồng Bộ trưởng ban hành Quyết định số 19/HĐBT (có hiệu lực kể từ ngày ban hành); xã Phú Nghiêm được chia thành 2 xã Phú Nghiêm, Xuân Phú.
- Xã Xuân Phú có 3.400 ha và 3.010 người, gồm 4 chòm bản: Cỗi, Pù Khiêu, Thành Lập, Trung Lập
- Xã Phú Nghiêm còn 3.625 ha và 2.920 người, gồm 4 chòm bản: Đồng Tâm, Ka Me, Pọng, Vinh Quang.

Ngày 11 tháng 7 năm 2018, Hội đồng nhân dân tỉnh Thanh Hóa khóa XVII thông qua Nghị quyết về việc sắp xếp thôn, tổ dân phố trên địa bàn tỉnh. Theo đó:
- Xã Phú Nghiêm: nhập bản Pọng và bản Ka Me thành bản Pọng Ka Me
- Xã Xuân Phú: nhập bản Cổi và bản Khiêu thành bản Cổi Khiêu.

Ngày 16 tháng 10 năm 2019, Ủy ban Thường vụ Quốc hội ban hành Nghị quyết số 786/NQ-UBTVQH14 về việc sắp xếp các đơn vị hành chính cấp xã thuộc tỉnh Thanh Hóa (nghị quyết có hiệu lực từ ngày 1 tháng 12 năm 2019). Theo đó:
- Sáp nhập toàn bộ diện tích và dân số của xã Hồi Xuân và thị trấn Quan Hóa để thành lập thị trấn Hồi Xuân; thị trấn Hồi Xuân có diện tích 72,81 km² và dân số là 7.214 người
- Sáp nhập toàn bộ diện tích và dân số của xã Xuân Phú trở lại vào xã Phú Nghiêm; xã Phú Nghiêm có diện tích 44,43 km² và dân số là 2.573 người.

Ngày 16 tháng 6 năm 2025, huyện Quan Hóa bị giải thể do bỏ cấp huyện; xã Hồi Xuân được thành lập theo Nghị quyết số 1686/NQ-UBTVQH15 của Ủy ban Thường vụ Quốc hội trên cơ sở sáp nhập toàn bộ diện tích tự nhiên và quy mô dân số của thị trấn Hồi Xuân và xã Phú Nghiêm. Xã này chính thức hoạt động từ ngày 1 tháng 7 năm 2025, là đơn vị hành chính trực thuộc tỉnh Thanh Hóa.

## Hành chính
Xã Hồi Xuân có 20 tổ chức tự quản. Dưới đây là danh sách các tổ chức tự quản theo địa giới từng xã, thị trấn cũ:
| Mã    | Tên xã/thị trấn | Hành chính | Hành chính                                                      |
| Mã    | Tên xã/thị trấn | Số lượng   | Danh sách                                                       |
| ----- | --------------- | ---------- | --------------------------------------------------------------- |
| 14869 | Hồi Xuân        | 14 khu phố | 1, 2, 3, 4, 5, 6, 7, Ban, Cốc, Hồi Xuân, Khằm, Khó, Mướp, Nghèo |
| 14911 | Phú Nghiêm      | 6 bản      | Cang, Chăm, Cổi Khiêu, Đồng Tâm, Pọng Ka Me, Vinh Quang         |